# Плешевский повет
Плешевский повет (пол. Powiat pleszewski) — повет (район) в Польше, входит как административная единица в Великопольское воеводство. Центр повета — город Плешев. Занимает площадь 711,91 км². Население — 63 252 человека (на 31 декабря 2015 года).

## Административное деление
- города: Плешев
- городско-сельские гмины: Гмина Плешев
- сельские гмины: Гмина Хоч, Гмина Чермин, Гмина Добжица, Гмина Гизалки, Гмина Голухув

## Демография
Население повета дано на 31 декабря 2015 года.
| Перепись            | Всего | Мужчины | Женщины |
| ------------------- | ----- | ------- | ------- |
| Всего               | 63252 | 31406   | 31846   |
| Городское население | 22635 | 11085   | 11550   |
| Сельское население  | 40617 | 20321   | 20296   |